# Andreia Rodrigues
Andreia Rodrigues Condesso de Oliveira (Massamá, 11 de abril de 1984) é uma modelo e apresentadora de televisão portuguesa que foi eleita Miss Portugal 2008. Em 2004 concorreu, usando o nome Andreia Condesso, ao concurso "Sonho de Mulher" destinado a escolher a Miss Portugal 2005.
Andreia Rodrigues, modelo da L’Agence Models, foi apresentadora do programa Toca a Ganhar (TVI), conjugando com a carreira de modelo. Em 2008, ganha o concurso de beleza Miss Portugal, indo representar Portugal no concurso Miss Mundo. Dividiu a apresentação do Fama Show (SIC) com Rita Andrade, Cláudia Borges, Vanessa Oliveira e Iva Lamarão. Apresentou o programa Grande Tarde na SIC.
Em 2019, torna-se a apresentadora do reality show "Quem Quer Namorar com o Agricultor?", na SIC.
A partir de janeiro de 2025, é escolhida para apresentar o novo programa das tardes de sábado "Estamos em Casa" na SIC.

## Carreira

### Televisão
| Ano             | Programa                                            | Notas                                          | Canal     |
| --------------- | --------------------------------------------------- | ---------------------------------------------- | --------- |
| 2004            | 1,2,3                                               | Assistente                                     | RTP1      |
| 2005            | Os Malucos do Riso                                  | Atriz                                          | SIC       |
| 2007            | Uma Aventura                                        | Atriz                                          | SIC       |
| 2008            | Toca a Ganhar                                       | Apresentadora                                  | TVI       |
| 2010 - 2014     | Fama Show                                           | Apresentadora                                  | SIC       |
| 2011 - 2014     | Gosto Disto                                         | Apresentadora com César Mourão                 | SIC       |
| 2013 - 2014     | Portugal em Festa                                   | Repórter/ Apresentadora substituta             | SIC       |
| 2013            | XVIII Gala dos Globos de Ouro - Passadeira Vermelha | Repórter                                       | SIC       |
| 2013            | Cante... Se Puder!                                  | Apresentadora com César Mourão                 | SIC       |
| 2013 - 2014     | Passadeira Vermelha                                 | Apresentadora                                  | SIC Caras |
| 2014            | Sextas Mágicas                                      | Apresentadora                                  | SIC       |
| 2014            | Sabadabadão                                         | Repórter                                       | SIC       |
| 2014            | XIX Gala dos Globos de Ouro - Passadeira Vermelha   | Repórter                                       | SIC       |
| 2014 - 2017     | Grande Tarde                                        | Apresentadora com João Baião                   | SIC       |
| 2016            | XXI Gala dos Globos de Ouro - Passadeira Vermelha   | Repórter                                       | SIC       |
| 2017            | Tudo Incluído                                       | Apresentadora                                  | SIC       |
| 2018            | Queridas Manhãs                                     | Apresentadora das Emissões Especiais           | SIC       |
| 2019            | Quem Quer Namorar Com o Agricultor? (1.ª temporada) | Apresentadora                                  | SIC       |
| 2019            | Quem Quer Namorar Com o Agricultor? (2.ª temporada) | Apresentadora                                  | SIC       |
| 2020            | Amigos Improváveis                                  | Apresentadora                                  | SIC       |
| 2020            | Quem Quer Namorar Com o Agricultor? (3.ª temporada) | Apresentadora                                  | SIC       |
| 2021            | Quem Quer Namorar Com o Agricultor? (4.ª temporada) | Apresentadora                                  | SIC       |
| 2021 / 2022     | Estamos em Casa                                     | Apresentadora                                  | SIC       |
| 2021            | Quem Quer Namorar Com o Agricultor? (Tudo por Tudo) | Apresentadora                                  | SIC       |
| 2022 - presente | Júlia                                               | Apresentadora, nas ausências de Júlia Pinheiro | SIC       |
| 2022 - 2023     | Quem Quer Namorar com o Agricultor? (5.ª temporada) | Apresentadora                                  | SIC       |
| 2023            | Olhá SIC                                            | Apresentadora                                  | SIC       |
| 2023            | Linha Aberta                                        | Apresentadora, na ausência de Hernâni Carvalho | SIC       |
| 2024            | Era Uma Vez na Quinta                               | Apresentadora                                  | SIC       |
| 2025 - presente | Estamos em Casa                                     | Apresentadora                                  | SIC       |

### Especiais / Outros
| Ano  | Programa                        | Notas                                                                 | Canal           |
| ---- | ------------------------------- | --------------------------------------------------------------------- | --------------- |
| 2013 | SIC em Festa - Especial 21 Anos | Apresentadora                                                         | SIC             |
| 2021 | Feliz Natal                     | Apresentadora, com Cláudia Vieira, Ricardo Pereira e Lourenço Ortigão | SIC             |
| 2022 | Cantor ou Impostor?             | Concorrente                                                           | SIC             |
| 2022 | Por Ti                          | Participação Especial                                                 | SIC             |
| 2023 | Júlia                           | Repórter de emissão especial                                          | SIC             |
| 2023 | Maria João Abreu - A Homenagem  | Apresentadora, com João Paulo Sousa                                   | SIC             |
| 2024 | Casa Feliz de Portugal          | Apresentadora, com Ricardo Pereira                                    | SIC             |
| 2024 | Especial Rock in Rio            | Apresentadora, com Ricardo Pereira e Carolina Loureiro                | SIC             |
| 2024 | SOS Animal                      | Participação no 5.º episódio                                          | SIC/ SIC Mulher |
| 2025 | Estamos na Praia                | Apresentadora                                                         | SIC             |
| 2025 | Estamos de Férias               | Apresentadora, com Miguel Costa                                       | SIC             |

## Vida pessoal
Em 2010 começou a namorar com o apresentador Daniel Oliveira com o qual casou em 24 de Junho de 2017.
No início de 2018 anunciaram que estão à espera da primeira filha, que nasceu em 30 de maio de 2018.